# Ecbatana
Ecbatana (en persa antiguo: 𐏃𐎥𐎶𐎫𐎠𐎴 Hagmatāna escrita Agbatana, o Haŋmatāna, literalmente en «el lugar de reunión»; elamita: 𒀝𒈠𒁕𒈾 Ag-ma-da-na; persa medio: 𐭠𐭧𐭬𐭲𐭠𐭭; parto: 𐭀𐭇𐭌𐭕𐭍 Ahmadān; en arameo: אַחְמְתָא‎ Aḥmeta; en griego antiguo: Ἀγβάτανα en Esquilo y Heródoto o Ἐκβάτανα; en acadio: 
𒆳𒀀𒃵𒋫𒉡
, Agámtanu por Nabonido, y Agamatanu en Inscripción de Behistún) es, según lo que la tradición supone, la ciudad que era capital del imperio meda de Astiages (Istuvegü), y que, tras su conquista, fue adoptada como capital por el persa Ciro II el Grande, en el sexto año de Nabonido (549 a. C.). Los antiguos griegos la suponían capital de Media, y le atribuían su fundación a Deyoces (Daiukku de las inscripciones cuneiformes).
Hasta ahora no hay pruebas de la existencia de Media en la colina de Hagmatana. Solo las evidencias observadas en la zona pertenecen a la época parta posterior. No se menciona a Ecbatana en las fuentes asirias. Algunos estudiosos han sugerido que la Sagbat se menciona con frecuencia en los textos asirios, de hecho, ha sido una forma anterior de la Ecbatana, que se menciona más adelante en las fuentes griegas y aqueménidas, convirtiendo la s en h en muchos idiomas iraníes. Sagbita es mencionada por las fuentes asirias situándola en la proximidad de las ciudades de Kishesim (Kar - Nergal) y Harhar (Kar Sharrukin).
Sir Henry Rawlinson intentó probar que hubo una segunda y más antigua Ecbatana, en Media Atropatene en la ubicación de la moderna Tajt-e Soleimán, pero los textos cuneiformes hacen suponer que solo había una ciudad de ese nombre, y Tajt-e Soleimán es la Gazaca de la geografía clásica. Ecbatana fue la principal casa de moneda para los partos, ahí se produjeron dracmas, tetradracmas, y otras variadas denominaciones en bronce. También es mencionada en la Biblia por su nombre arameo: Acmeta
Ecbatana/Hamadán, en el actual Irán, no debe confundirse con Ecbatana/Hamath, en Siria, donde murió el rey persa Cambises II, según el historiador Heródoto.